# Епсе
Епсе (нід. Epse) — село в нідерландській провінції Гелдерланд. Із 2005 року ходить до муніципалітету Лохем, до того мало статус окремого муніципалітету.
Його площа становить 8,85км², а населення станом на 2021 рік складало 2 069 осіб.
Перша згадка про населений пункт датується 1195 роком.